# 臺北市私立薇閣國民小學
臺北市私立薇閣小學是一所位於臺灣臺北市北投區的私立小學，設有小學部與幼兒園，占地8892平方公尺。目前小學部有6年級36班1500人；附設幼稚園2年級20班550人。

## 校史
1. 1950年（民國三十九年）8月：板橋林家士紳林熊徵（字薇閣）家人依其遺願創辦薇閣育幼院，校名為「陽明山管理局私立薇閣育幼院附設小學」，盛關頤女士任董事長。
2. 1970年（民國五十九年）9月：敦聘傅達先生為校長
3. 1974年（民國六十二年）7月：校名更為「臺北市私立薇閣小學」。
4. 1978年（民國六十七年）8月：李傳洪博士任董事長，聘陳清貴先生專任校長。
5. 1979年（民國六十八年）8月：附設幼稚園成立，園名為「臺北市私立薇閣小學附設幼稚園」。
6. 1983年（民國七十二年）9月：臺北市政府教育局函更正校名為「臺北市私立薇閣國民小學」。
7. 1993年（民國八十二年）11月：臺北市私立薇閣高級中學成立，黃有為專任校長。
8. 2010年（民國九十九年）8月：陳清貴校長退休，紀紹仁接任校長。
9. 2012年（民國一百零一年）12月：幼托整合，更名為 「臺北市私立薇閣國民小學附設幼兒園」
10. 2013年（民國一百零二年）7月：百年榕樹因蘇力颱風倒了下來。
11. 2014年（民國一百零三年）3月：辦理四年一次的成果發表會

## 建築

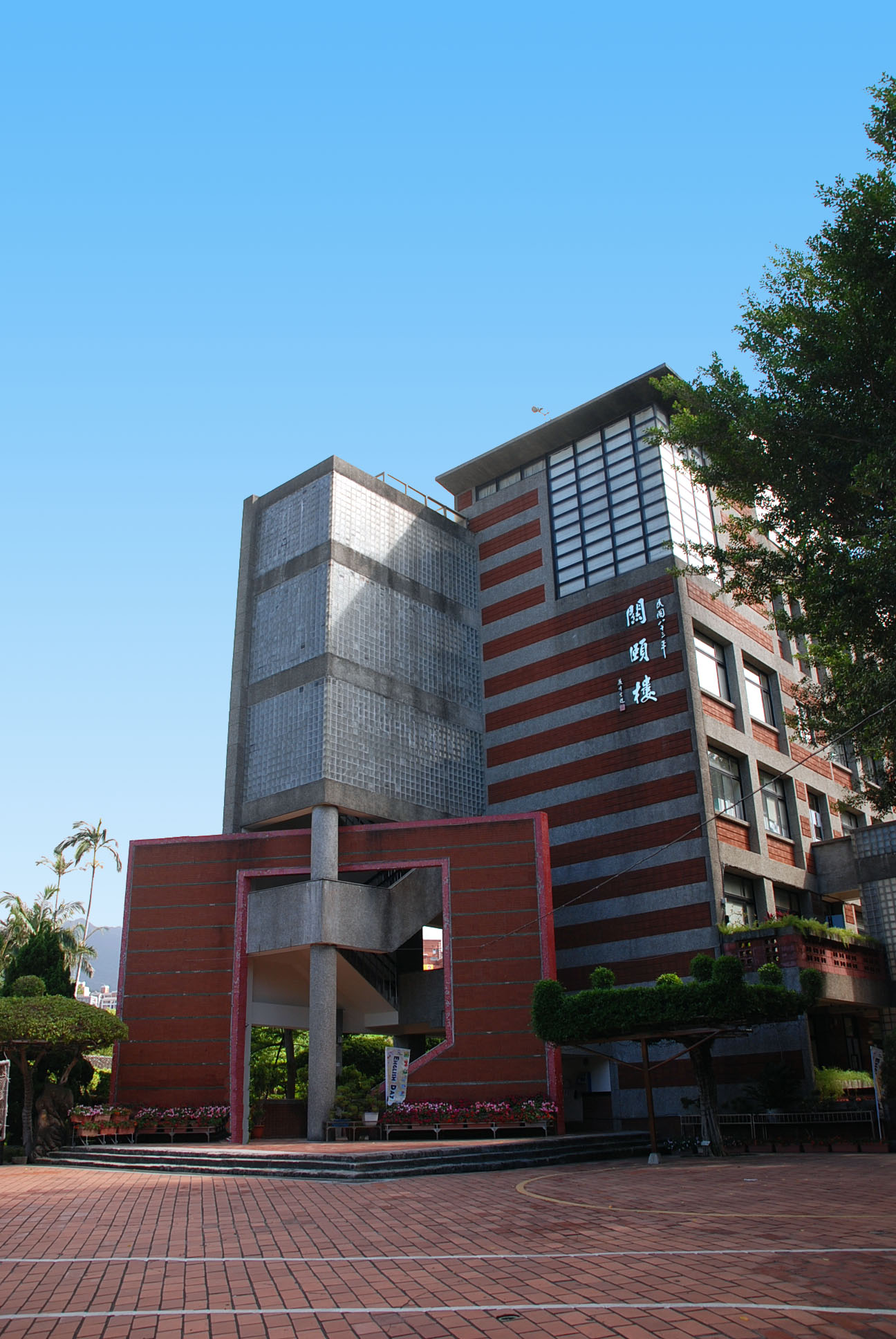
關頤樓

- 1984年（民國七十三年）7月1日起委託李祖原建築師事務所進行校園新設計。
- 現有建築物：思賢樓、關頤樓、至善樓、拙蘆、校友館、IP教室、廚房。

## 特色教學
- 經典教學
  - 自1997年（民國八十六年）開始，推展經典文學導讀。
  - 經典文學導讀的教材涵蓋四書五經的精華，體驗本國文化，多元學習與文化傳承。

- 田園教學
  - 薇閣田園教學中心座落於陽明山國家公園竹子湖地區，面積15公頃。
  - 課程內容包括動物、植物、環境教育及繩索、自然徒步、團體遊戲、馬術

## 外部連結
- 臺北市私立薇閣小學
- 臺北市私立薇閣國民小學附設幼兒園
- 台北市私立薇閣高級中學